# 齋藤義雄
齋藤 義雄（さいとう よしお、1958年 - ）は、日本の教育学者。
2016年度から、東京家政学院大学現代生活学部児童学科の教授。2015年度は東海学院大学の准教授であった。専門分野は教育課程、教育方法、特別活動。

## 所属学会
日本カリキュラム学会、日本教育方法学会、日本教育経営学会　日本特別活動学会、関東教育学会、東北教育実践経営学会。

## 経歴
栃木県那須烏山市出身、栃木県立宇都宮東高等学校を卒業後、宇都宮大学に進学。同大学教育学部中学校教員養成課程数学科を卒業し、学士（教育学）を修了した。
のち、宇都宮大学大学院教育学研究科学校教育専攻学校教育専修博士前期課程にて修士（教育学）修了。また日本大学文理学部英文学科英文学専攻も卒業している。
東北大学大学院教育学研究科博士課程にも通ったが、後期3年の課程単位取得後に退学している。
大学教員になる前は、栃木県の公立小中学校の教員であった。2015年に、東海学院大学の准教授に就任した。2016年度から、東京家政学院大学の教授に就任した。

## 合唱歴
- 宇都宮大学混声合唱団
- 宇都宮ジンガメルアカデミー
- 栗友会合唱団
- 宇都宮第九合唱団
- クワイヤー・アイノス
- グローリアアンサンブル＆クワイヤー
- 東響コーラス
- ルックスエテルナ
- イルミナート合唱団（Facebook参照）